# 努姆島
努姆島是印度尼西亞西新畿內亞的島嶼，屬於斯考滕群島的一部分，由亚彭群岛县负责管理。位於亞彭島以西的極樂鳥灣，北面有農福爾島和比亞克島。
1°30′S 135°13′E / 1.500°S 135.217°E